# Typhlomys
Genre
Typhlomys est un genre de rongeur  appartenant à la famille des Platacanthomyidae.

## Liste des espèces
Selon Mammal Species of the World (version 3, 2005)  (31 mai 2016) et ITIS (31 mai 2016) :
- Typhlomys cinereus - Loir pygmée de Chine[3]

Selon NCBI (31 mai 2016) :
- Typhlomys chapensis Osgood, 1932
- Typhlomys cinereus Milne-Edwards, 1877

Selon Cheng et al:
- Typhlomys chapensis Osgood, 1932
- Typhlomys cinereus Milne-Edwards, 1877
- Typhlomys daloushanensis Yingxiang et Chongqiung, 1996
- Typhlomys nanus Cheng et al., 2017

Plusieurs espècies fossiles sont également connues.